# ATP Challenger San Francisco
Das ATP Challenger San Francisco (offizieller Name: Kunal Patel San Francisco Open) war ein Tennisturnier in San Francisco, Kalifornien, das 2017 und 2018 ausgetragen wurde. Es war Teil der ATP Challenger Tour und wurde auf Hartplatz in der Halle gespielt.

## Liste der Sieger

### Einzel
| Jahr | Sieger     | Finalgegner     | Ergebnis      |
| ---- | ---------- | --------------- | ------------- |
| 2018 | Jason Jung | Dominik Koepfer | 6:4, 2:6 7:65 |
| 2017 | Zhang Ze   | Vasek Pospisil  | 7:5, 3:6, 6:2 |

### Doppel
| Jahr | Sieger                         | Finalgegner                  | Ergebnis          |
| ---- | ------------------------------ | ---------------------------- | ----------------- |
| 2018 | Marcelo Arévalo Roberto Maytín | Luke Bambridge Joe Salisbury | 6:3, 6:75, [10:7] |
| 2017 | Matt Reid John-Patrick Smith   | Gong Maoxin Zhang Ze         | 6:74, 7:5, [10:7] |